# Xylopia buxifolia
Xylopia buxifolia este o specie de plante angiosperme din genul Xylopia, familia Annonaceae, descrisă de Henri Ernest Baillon. Conform Catalogue of Life specia Xylopia buxifolia nu are subspecii cunoscute.